# Tommotia
Tommotia is een geslacht van uitgestorven dieren, waarschijnlijk behorend tot de weekdieren, dat leefde in het Onder-Cambrium (Tommotian, ongeveer 530 miljoen jaar geleden). Zeer onvolledige fossiele overblijfselen komen veel voor in afzettingen over het grootste deel van de wereld, maar er zijn recentelijk meer complete exemplaren gevonden die een reconstructie mogelijk hebben gemaakt. 

## Beschrijving
Over het algemeen werden alleen kleine fossielen van Tommotia gevonden van enkele millimeters lang, in de vorm van een kegelvormige schelp. Deze sclerieten, typerend voor de zogenaamde 'kleine harde fauna', brachten paleontologen ertoe te geloven dat ze werden geconfronteerd met een kleine koppotige met pijlinktvisachtige tentakels of misschien een buikpotig weekdier. Enkele recentere en completere vondsten hebben aangetoond dat deze schelpen alleen de achterkant vertegenwoordigden van een weekdier van ongeveer acht centimeter lang, vaag vergelijkbaar met de huidige Polyplacophora. Het lichaam van Tommotia was lang en laag, bedekt met een soort mantel om het hele dier te beschermen, bestaande uit naast elkaar opgestelde structuren. De fossielen genaamd Camanella zouden een ander type scleriet kunnen zijn dat tot hetzelfde dier behoort. 
Deze grote, hoekige schelpen zouden bewoond kunnen zijn geweest door de voorouder van de Cephalopoda, die een simpele, op een voet lijkende structuur met lange grijp- en tasttentakels combineerde.

## Leefwijze
Tommotia kroop waarschijnlijk langzaam langs de zeebodem op dezelfde manier als een slak. Als het inderdaad een weekdier was, had Tommotia waarschijnlijk een radula, een getande raspachtige structuur waarmee hij algen of ander organisch materiaal van de zeebodem kon afschrapen.

## Classificatie
Tommotia wordt door de meeste paleontologen als een weekdier beschouwd. De groep waartoe het behoort, de Mitrosagophora, is volledig uitgestorven. Sommige geleerden zijn het echter niet eens met deze classificatie en geven er de voorkeur aan Tommotia te identificeren als een verwant van de brachiopoden, organismen met een schelp en verankerd aan de zeebodem door een korte steel. Onder de bekendste soorten Tommotia moeten we Tommotia admiranda en Tommotia kozlowskae noemen.

## Het meest voorkomende fossiel van de Tommothian
Tommotia-fossielen komen zo vaak voor onder de vroege Cambrische kleine harde fauna, dat ze hun naam hebben gegeven aan het geologisch tijdperk Tommotian.